# Паутинник сизо-голубой
Паути́нник голубо́й, голубе́ющий, или си́зо-голубой (лат. Phlegmacium caerulescens) — вид грибов, входящий в род Phlegmacium семейства Паутинниковые (Cortinariaceae).

## Описание
Крупный пластинчатый шляпконожечный гриб с паутинистым покрывалом. Шляпка взрослых грибов достигает 5—10 см в диаметре, у молодых грибов полушаровидная, затем раскрывается до выпуклой и плоской, слизистая, при подсыхании волокнистая. Окраска молодых грибов голубая, затем становится светло=охристой, по краю с сохраняющимся голубоватым оттенком. Пластинки гименофора приросшие выемкой к ножке, у молодых плодовых тел голубоватые, с возрастом становятся коричневыми.
Мякоть серовато-голубоватая, с пресным вкусом и неприятным запахом.
Ножка достигает 4—6 см в длину и 1,2—2,5 см в толщину, с заметным клубневидным утолщением в основании, с голубовато-фиолетовой, в основании — охристо-жёлтой поверхностью.
Споровый отпечаток ржаво-коричневого цвета. Споры 8—12×5—6,5 мкм, миндалевидной формы, с бородавчатой поверхностью.
Малоизвестный съедобный гриб.

### Сходные виды
- Cortinarius mairei (M.M.Moser) M.M.Moser, 1967 — Паутинник Мэра — отличается беловатыми пластинками.
- Cortinarius cyaneus (Bres.) M.M.Moser, 1967 и Cortinarius terpsichores Melot, 1989 — отличаются более тёмной окраской, радиально-волокнистой поверхностью шляпки и обычно исчезающими остатками покрывала на шляпке.
- Cortinarius cumatilis Fr., 1838 — Паутинник водянисто-голубой — отличается голубовато-серой, более однородно окрашенной шляпкой, отсутствием выраженных остатков покрывала и клубневидного утолщения.
- Cortinarius volvatus A.H.Sm., 1939 — отличается намного меньшими размерами, всегда тёмно-синей окраской, произрастанием под хвойными деревьями.

## Экология и ареал
Довольно широко распространён по неморальной зоне Европы и Северной Америке. Произрастает обычно довольно большими группами, в широколиственных и смешанных лесах, образует микоризу с буком и другими лиственными деревьями.
На территории России отмечен в Приморском крае.

## Синонимы
- Agaricus bulbosus Huds., 1778, nom. superfl.
- Agaricus caerulescens Schaeff., 1774basionym
- Agaricus cyanus Pers., 1801, nom. superfl.
- Agaricus cyanus var. caerulescens (Schaeff.) Pers., 1801, nom. superfl.
- Agaricus violaceus Batsch, 1783, nom. superfl.
- Cortinarius cyanus Gray, 1821, nom. superfl.
- Cortinarius cyanus var. caerulescens (Schaeff.) Gray, 1821, nom. superfl.
- Cortinarius caerulescens (Schaeff.) Fr., 1838